# Rollbock

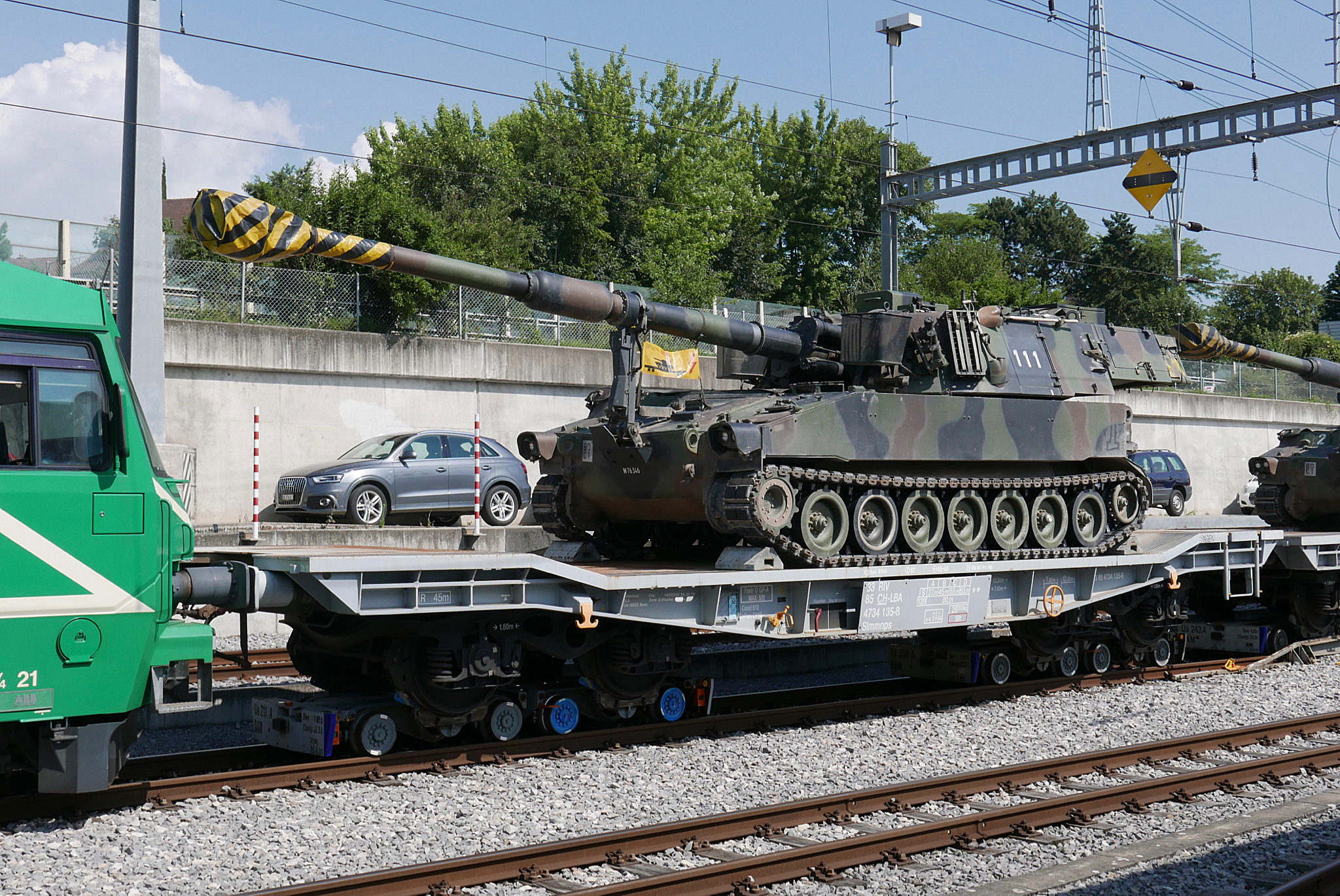
Panzerhaubitze auf Normalspurgüterwagen auf Rollbock, 1000-mm-Spur – MBC in Morges

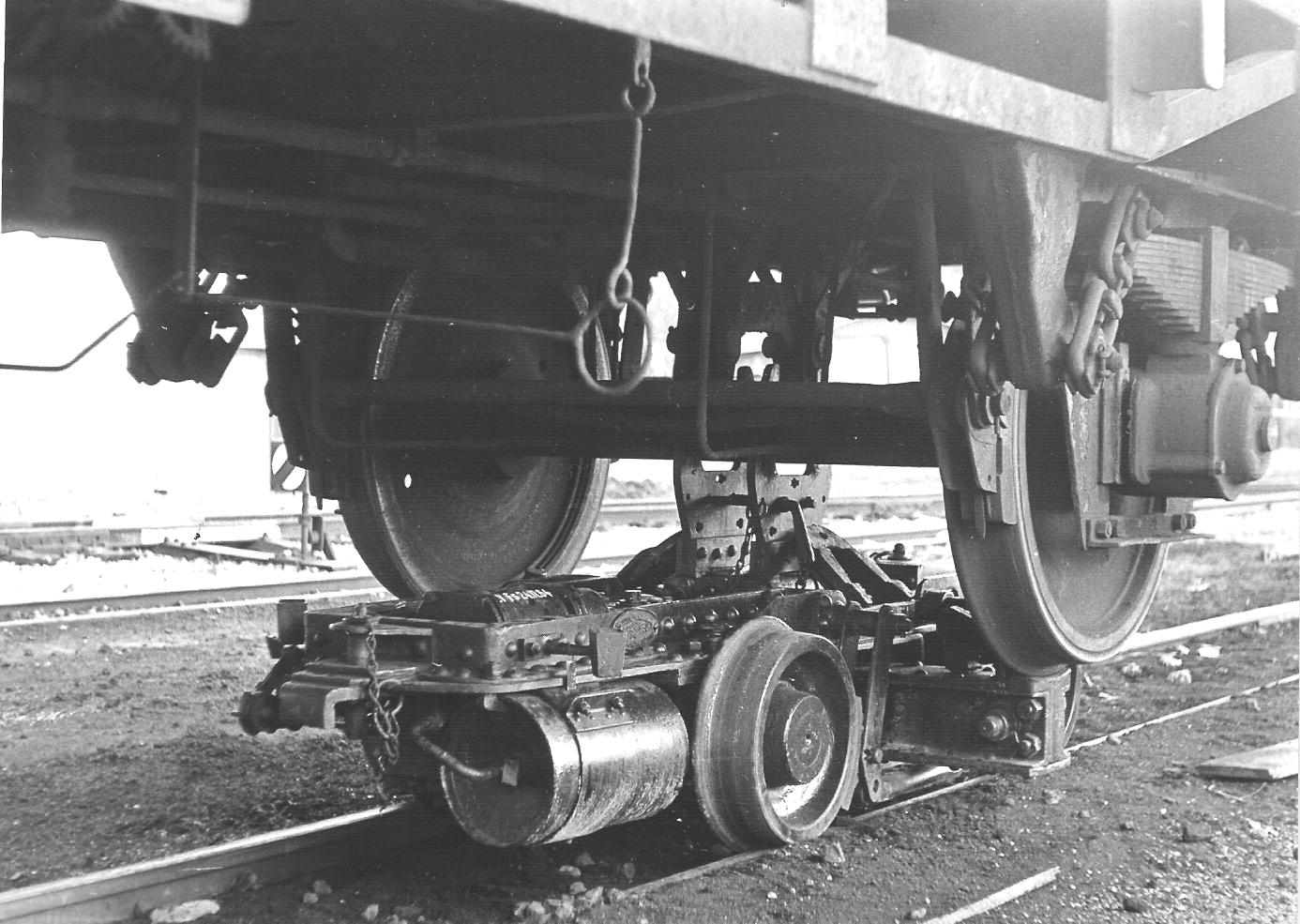
Normalspurgüterwagen auf Rollbock, 750-mm-Spur

Ein Rollbock oder Rollbockwagen ist ein meist zweiachsiges Schienenfahrzeug, mit dem ein andersspuriges Eisenbahnfahrzeug auf der Spurweite des Rollbocks befördert werden kann. In Süddeutschland wird er auch als Rollschemel oder Rollschemelwagen bezeichnet, nicht aber in der Schweiz, wo dieses Wort einen Rollwagen bezeichnet.

## Geschichte
Entwickelt wurde der Rollbock 1881 von Paul Langbein (1842–1908).

## Funktion und Allgemeines

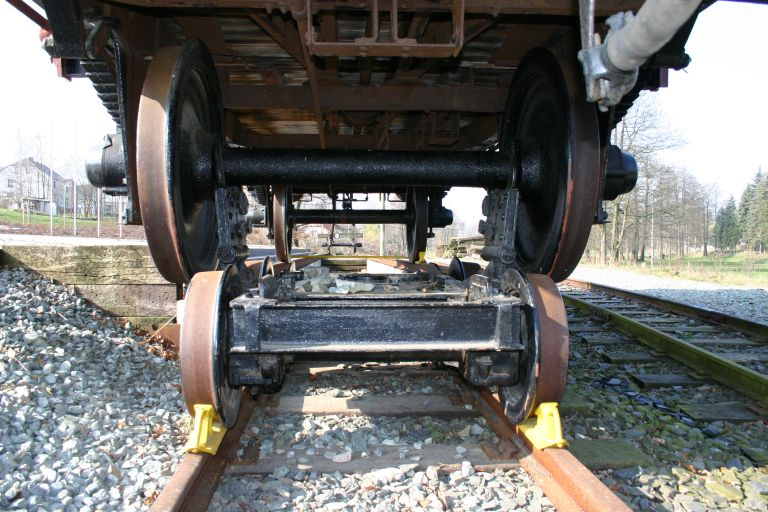
Verladener Güterwagen

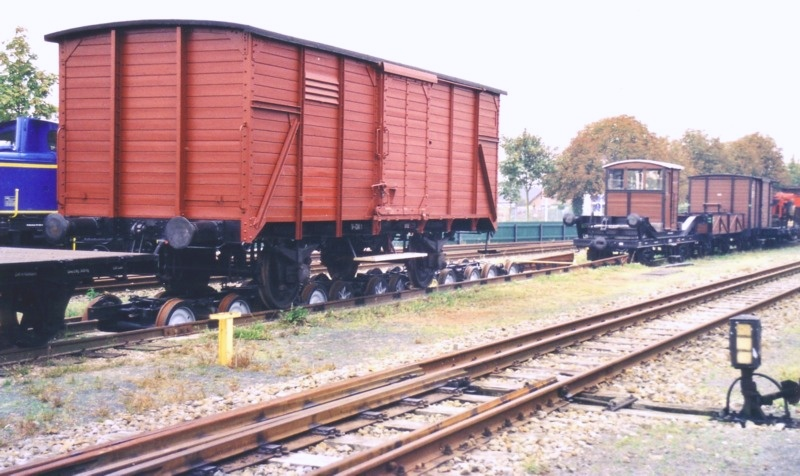
Güterwagen beim Aufbocken über der Rollbockgrube

Durch den Einsatz von Rollböcken entfällt im Güterverkehr das Umladen der Güter in Fahrzeuge der anderen Spurweite. Die Kosten des Umladens, die den Betrieb von Schmalspurbahnen in späteren Jahren – bei stark gestiegenem Verkehraufkommen-  verteuern konnten, so dass deren ursprüngliche Kostenvorteile bei Anlage und Betrieb langfristig zum Teil wieder verloren gehen konnten, entfiel. Allerdings wurde der Mehr- oder Minderaufwand im Voraus aufgrund errechneter Betriebsprognosen genau gegenübergestellt. Da die Lohnkosten zur Entstehungszeit der Schmalspurbahnen gering waren, die Ersparnis bei den Anlagekosten und deren Verzinsung aber hoch, war die Schmalspur auch im Flachland rechnerisch – angesichts des ursprünglich meist sehr geringen Verkehrsaufkommens – wirtschaftlich klar im Vorteil und Grundlage der Rentabilität des Bahnbaues. Vollspuriger Bahnbau schied mangels Bedarf und Wirtschaftlichkeit daher oft aus. Das Aufbocken von Personenwagen war nicht üblich, da die Reisenden selbst relativ leicht die Fahrzeuge wechseln konnten und das Kipp-Risiko bei Personenbeförderung nicht akzeptabel war. Zu besonderen Anlässen wurden aber Spezialwagen verladen, beispielsweise Salon- oder Kinowagen. Grundsätzlich ist anzumerken, dass es, insbesondere in Deutschland, kein zusammenhängendes Schmalspurnetz, ähnlich jenem in Normalspur, gibt oder gab. Daher war eine weitgehende Normung und Standardisierung, die bei den normalspurigen Eisenbahnen die Interoperabilität sicherstellt, nicht zwingend und fand nicht statt. Folglich kam es zu zahlreichen technischen Insellösungen, auch bei den Rollböcken. Die grundsätzliche Funktion ist aber stets dieselbe. Neben technischen Unterschieden waren daraus folgend die Vorschriften für den Betrieb verschieden, wobei die Vorschriften zum Teil die Technik beeinflussten, zum Teil aber auch in der Folge der technischen Voraussetzungen erlassen wurden.
Rollböcke werden seitens der Eisenbahnindustrie im Übrigen auch dafür eingesetzt, andersspurige Fahrzeuge über Normalspur vom Hersteller zu Testeinrichtungen oder zu ihrem Einsatzgebiet zu transportieren. So setzt die RailAdventure GmbH solche Fahrzeuge – bei ihr Loco Buggys genannt – ein.

### Technik

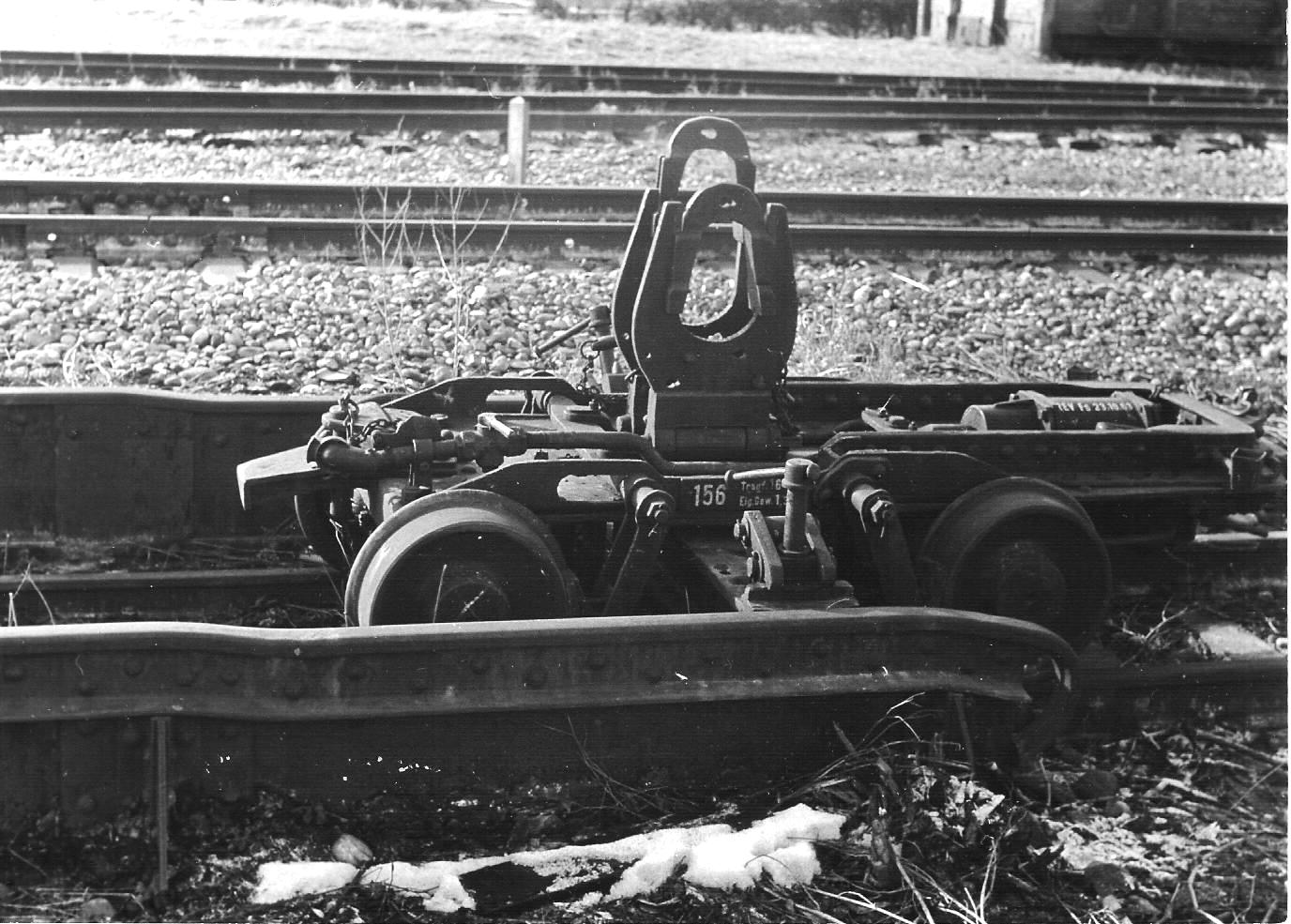
Rollbockgrube 750-mm-Spur

Der Rollbock ist ein schmalspuriges Fahrzeug mit sehr kurzem Achsstand (ähnlich einem Drehgestell), auf dem die Räder jeweils eines Radsatzes des Normalspurwagens verankert werden. Für einen zweiachsigen Güterwagen sind also immer zwei Rollböcke erforderlich. Beladen wird der Rollbock von einer speziellen Rollbockgrube, auch Umsetzgrube genannt, oder Rollbockrampe aus. Abhängig von der konkreten Ausgestaltung der Rollböcke konnten auch dreiachsige Wagen aufgebockt werden, so beispielsweise bei der Rollbockbahn, die hierfür besondere Rollböcke vorhielt. Da es in Württemberg solche besonderen Rollböcke nicht gab, war das Aufbocken von Dreiachsern verboten.
Güterwagen auf Rollböcken (oder Rollwagen) können zu ganzen Güterzügen zusammengestellt werden. Je nach örtlicher Betriebsvorschrift konnten schmalspurige Personenwagen in die Züge eingereiht werden, häufig waren die Reihungsfolgen reglementiert. Eine übliche Vorschrift besagte beispielsweise, dass unbeladene Rollböcke nur am Schluss laufen durften. Somit wollte man Entgleisungen der leichten Fahrzeuge in der Zugkomposition vermeiden. Zum Teil waren bzw. sind die Rollböcke mit dem jeweiligen Bremssystem (Druckluft, Saugluft) oder Heberleinbremse der Schmalspurbahn ausgerüstet, es gab aber auch ungebremste Rollböcke. Einige Bahnen stellten in diesem Fall so genannte Bremswagen in die Züge ein, die ballastiert waren, um größeres Bremsvermögen zu besitzen. Teilweise wurden die Bremsleitungen der Normalspurwagen mitverwendet und die Rollbockbremsen über T-Stücke an diese angeschlossen. Normalspurwagen auf Rollböcken werden entweder direkt miteinander gekuppelt oder die Rollböcke mittels Kuppelstangen verbunden. Bei der direkten Kupplung sind diese „lang zu machen“, das heißt, nicht straff anzuziehen, da die Puffer die Wagen in den häufig engen Radien sonst von den Rollböcken drücken würden. Die Verbindung mit dem Zugfahrzeug kann ebenfalls über Kuppelstangen erfolgen. Es gibt aber auch die Möglichkeit, so genannte Pufferwagen zu verwenden. Diese schmalspurigen Wagen besitzen Zug- und Stoßvorrichtungen, die in Ausführung und Höhe zu jenen der aufgebockten Normalspurwagen passen und somit als Adapter dienen. Es wurden auch Lokomotiven mit solchen angepassten Normalspur-Zug-und-Stoßvorrichtungen verwendet.

### Systeme und Entwicklung

#### Rollwagen als Vorläufer
Der Rollwagen ist der Vorgänger des Rollbocks. Er wurde 1880 von der Schweizer Maschinenfabrik Winterthur (SLM) erfunden, um den Verkauf von schmalspurigem Fahrzeugmaterial zu fördern. Weil die frühen Schmalspurloks klein und wenig leistungsfähig waren, war das hohe „tote“ (keinen Nutzen bringende) Gewicht des Rollwagens hinderlich. Die Handhabung der Rollwagen war aber gegenüber den klassischen Rollböcken einfacher und weniger gefährlich. Daher verdrängten die Rollwagen die Rollböcke in manchen Gegenden wieder. Es kam auch der gemischte Einsatz von Rollböcken und Rollwagen vor, dies war aber eher selten, weil man dafür zwei verschiedene Verladeeinrichtungen gleichzeitig benötigte.

#### System Langbein

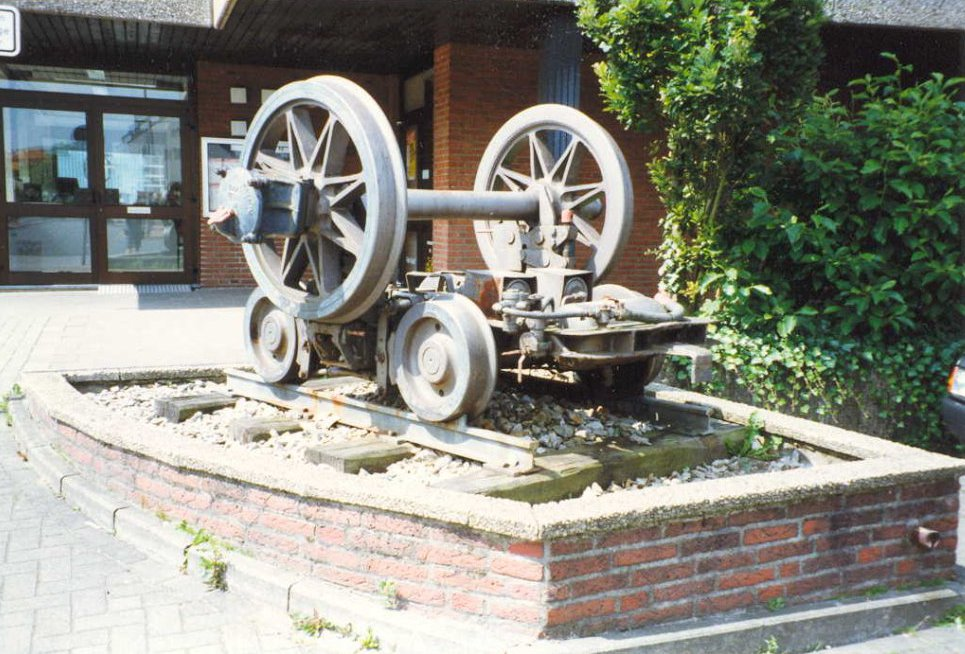
Rollbock der Geilenkirchener Kreisbahn

Um das hohe tote Gewicht von Rollwagen zu vermindern, erfand Paul Langbein, Direktor der Filiale Saronno/Italien der Maschinenfabrik Esslingen, bereits 1881 den Rollbock, bei dem der schwere Rahmen des Rollwagens wegfällt. Seine Erfindung wurde vom Verein Deutscher Eisenbahnverwaltungen preisgekrönt.
Nachdem der Rollbock unter die Achse geschoben ist, werden Gabeln nach oben geklappt. So fixiert kann der Normalspurwagen beim Wegdrücken Richtung Schmalspurgleis mit Hilfe einer schiefen Ebene, alternativ über eine kleine Stufe im Normalspurgleis (siehe Foto), auf den Rollbock abgesenkt werden. Die Gabeln des Rollbocks dienen nur zum Mitschleppen des Normalspurwagens während des Auf- und Abbockens in der Grube, nicht (wie oft irrtümlich angenommen) um den Normalspurwagen während des Transports zu fixieren. Auf der Strecke haben die Gabeln allenfalls die Funktion zusätzlicher Sicherung. Die Radsätze ruhen mit den Spurkränzen auf den drehbar gelagerten Querbalken der Rollböcke, die als Mulden ausgeformt sind. Die Räder des Vollspurwagens werden dort mit Spindeln fixiert.
Aus patentrechtlichen Gründen haben andere Hersteller Rollböcke gebaut, bei denen tatsächlich die Achse des Normalspurwagens in den – in diesem Fall weit außen liegenden – Gabeln aufsaß, was allerdings Probleme mit dem Bremsgestänge oder dem Durchmesser der Achsen mit sich brachte.
Die Handhabung der Langbein-Rollböcke war sehr beschwerlich: Die Rollböcke mussten in der Grube unter die Wagen geschoben werden. An den Achsen wurden die Gabeln aufgerichtet. Etwa bei Großviehtransporten war diese Arbeit oft mit erheblichen Belästigungen des Personals durch abströmenden Tierurin verbunden.
Bei Rangierfahrten wurden die Rollböcke häufig mit Kuppelstangen bewegt. Diese besaßen ein Gewicht von über 50 kg und waren daher nur schwer zu handhaben. Versuche, sich die Arbeit zu erleichtern, indem die Kuppelstangen auch ohne angekuppelte Rollböcke an der Lokomotive verblieben und wie eine Lanze vorausgestreckt waren, führten zu gefährlichen Situationen und zu zahlreichen, teils schweren Unfällen.
Die Arbeit bei Schmalspurbahnen war nicht gefahrgeneigter als bei solchen Bahnen ohne Rollfahrzeugbetrieb oder bei vollspurigen Strecken. Das Personal war im Umfang mit der Technik geübt. Der mechanische Auf- und Absattelvorgang ging rasch und problemlos vor sich, wie die Abläufe bei den letzten derartigen Betrieben in Warthausen oder Amstetten (Württ) zeigten. Der geringe zeitliche Mehraufwand spielte innerhalb der vorgegebenen Dienstschicht des Personals keine Rolle, sein Wegfall hätte keine Einsparungen erzielt.

#### System Vevey

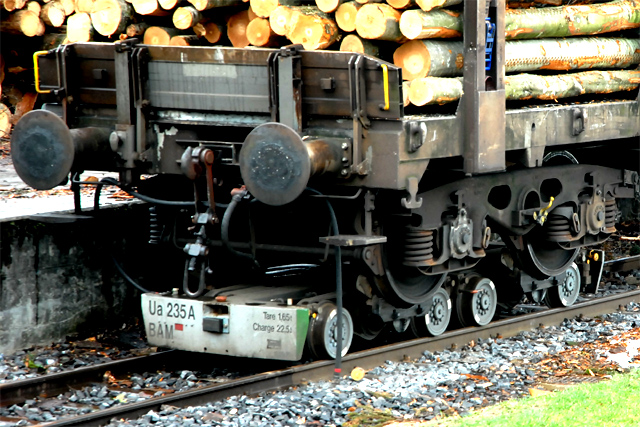
Rollböcke vom Typ Vevey der Transports de la région Morges–Bière–Cossonay (MBC)

Um den beim System Langbein personal- und zeitaufwändigen Verladevorgang zu vereinfachen, entwickelte die schweizerische Bahngesellschaft YSteC 1974 ein neues Prinzip. Hierbei wird die Achse des Normalspurwagens nicht mehr fixiert. Der Wagen steht mit seinen Rädern in speziell geformten Mulden. Derartige Rollböcke – als System Vevey von den Ateliers de constructions mécaniques de Vevey (ACMV) in Serie gefertigt – werden bei mehreren Bahnen in der Schweiz und einer Bahn in Deutschland eingesetzt. Der Hauptunterschied zum klassischen Rollbock ist, dass das Aufbocken bei langsamer Fahrt automatisch geschieht. Somit sind zahlreiche Unannehmlichkeiten und Gefährdungspotenziale behoben, weswegen beispielsweise die Harzer Schmalspurbahnen ihre Rollwagen durch solcherlei Rollböcke ersetzt haben, ähnlich wie zuvor diverse Schweizer Bahnen.
Die mögliche Rationalisierung konnte aber nicht verhindern, dass der Güterverkehr auf zahlreichen Schmalspurbahnen dennoch eingestellt wurde. Rollbockanlagen im kommerziellen Betrieb gibt es nur noch in Nordhausen, Langenthal und Morges. Die Anlagen in Worblaufen und Yverdon dienen noch Diensttransporten. In Interlaken Ost wurde 2021 eine neue Rollbockanlage erstellt.

## Sonstige Funktion

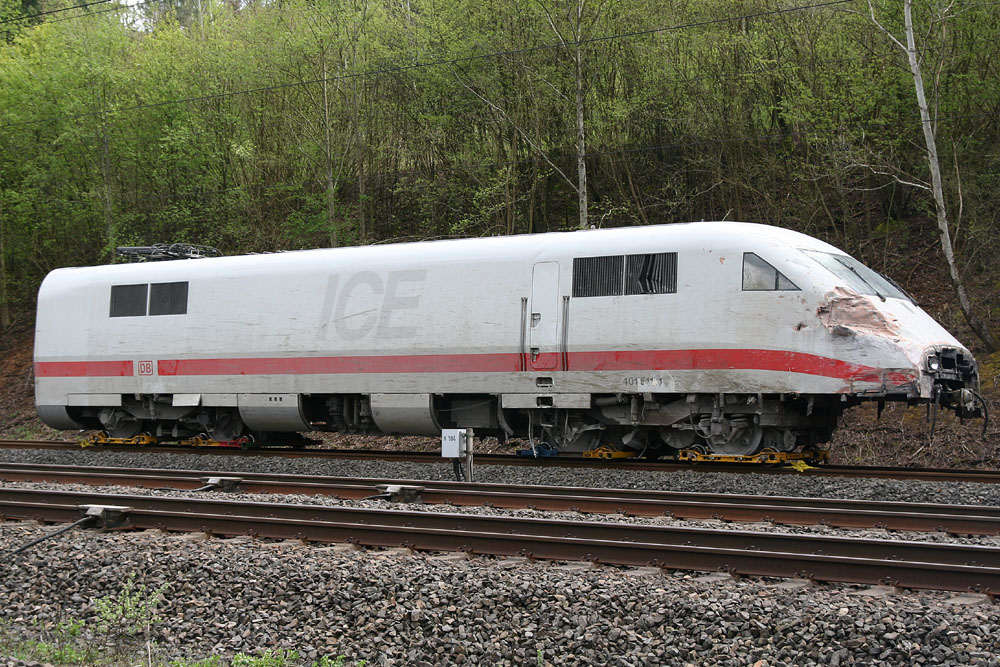
Am 26. April 2008 am Landrückentunnel verunglückter und auf Hilfsdrehgestelle verladener ICE-Triebkopf

Rollböcken ähnlich sind Konstruktionen, um fahruntüchtige Fahrzeuge in Ausbesserungswerken, nach Unfällen oder bei der Montage auch auf der gleichen Spurweite bewegen zu können. Je nachdem, ob diese das Fahrwerk komplett ersetzen oder nur unterstützen, werden sie in der Regel als Hilfsdrehgestelle bzw. Achsbruchwagen / Diplorys bezeichnet.